# Eulepidotis bourgaulti
Eulepidotis bourgaulti là một loài bướm đêm trong họ Erebidae.